# Ichneumon nigriceps
Ichneumon nigriceps là một loài tò vò trong họ Ichneumonidae.